# Bar-sur-Seine
Bar-sur-Seine je francouzská obec v departementu Aube v regionu Grand Est. Žije zde přibližně 2 900 obyvatel. Je centrem kantonu Bar-sur-Seine.

## Poloha obce
Obec leží na řece Seině, 33 km jihovýchodně od města Troyes.

### Sousední obce
| Růžice kompasu | Bourguignons    | Magnant       | Buxières-sur-Arce                | Růžice kompasu |
| Růžice kompasu | Jully-sur-Sarce | Sever         | Ville-sur-Arce                   | Růžice kompasu |
| Růžice kompasu | Jully-sur-Sarce | Bar-sur-Seine | Ville-sur-Arce                   | Růžice kompasu |
| Růžice kompasu | Jully-sur-Sarce | Jih           | Ville-sur-Arce                   | Růžice kompasu |
| Růžice kompasu | Villemorien     | Polisot       | Merrey-sur-Arce Celles-sur-Ource | Růžice kompasu |

## Pamětihodnosti
- Gotický kostel svatého Štěpána, kamenná stavba bez věže s renesančními vitrážemi
- Barokní brána, vítězný oblouk
- Vodní mlýn se sýpkou
- Avalleur, zbytky templářského hospodářství s gotickou kaplí z 12. století

### Galerie

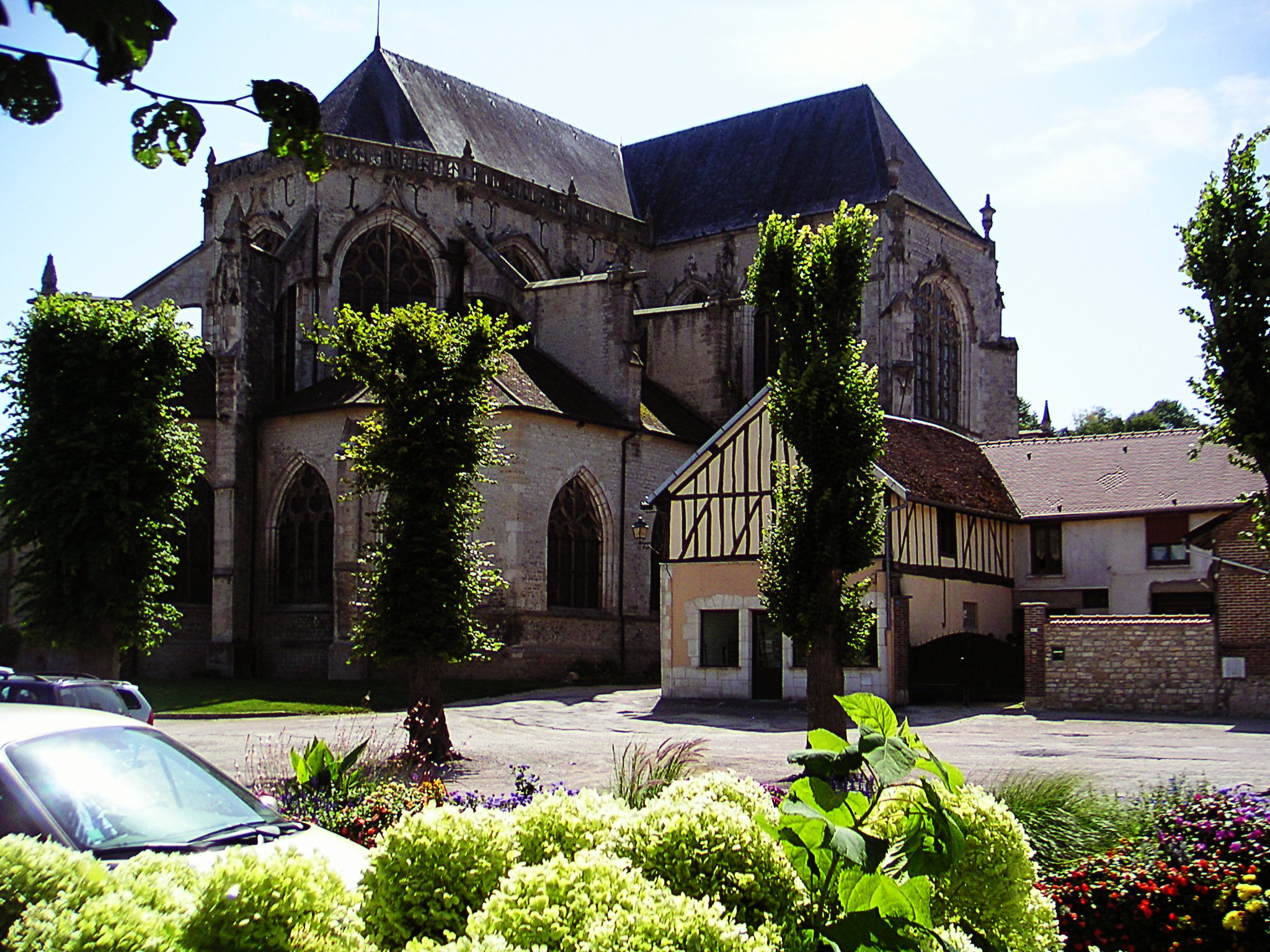
Kostel sv. Štěpána
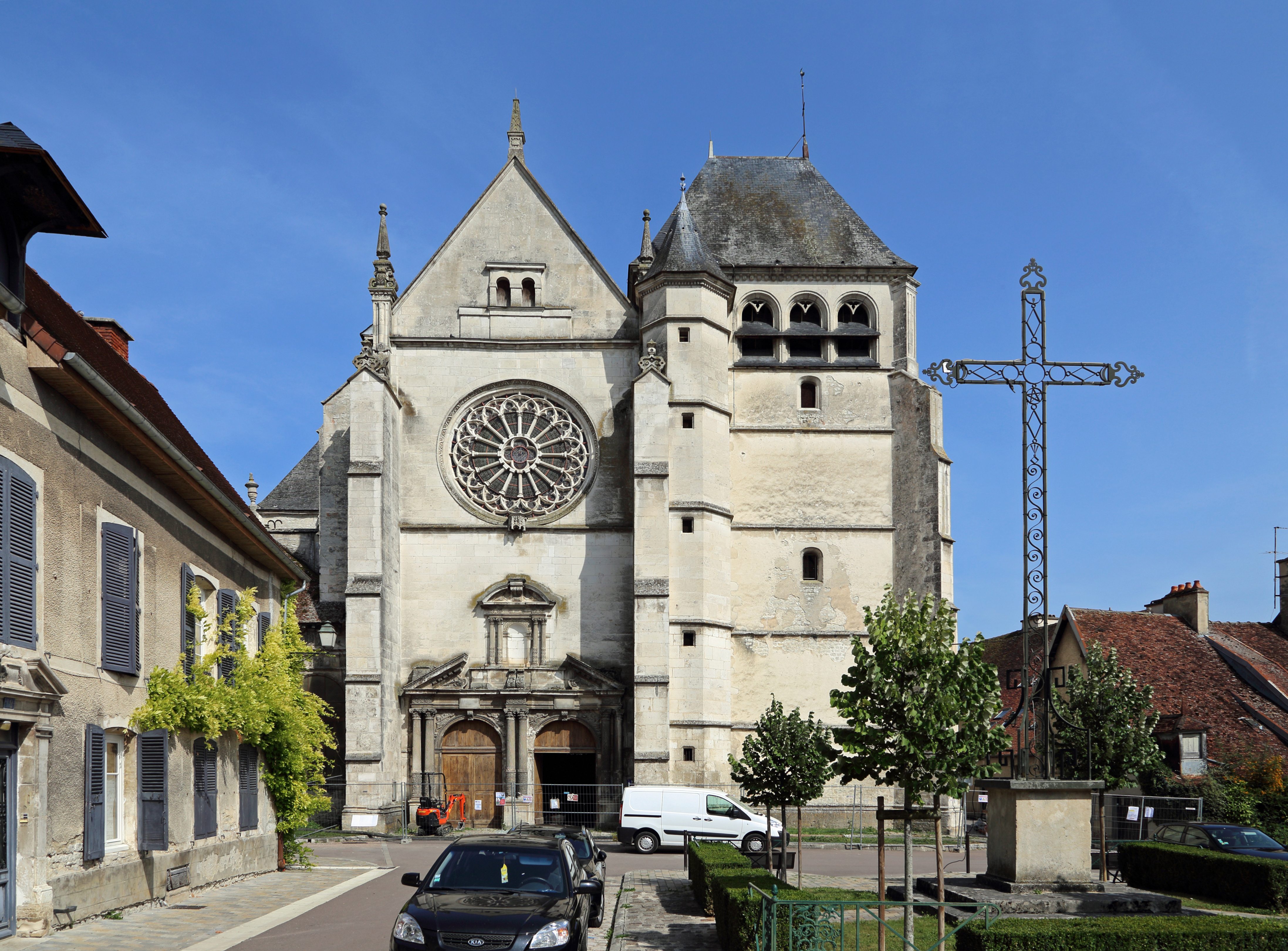
Kostel sv. Štěpána
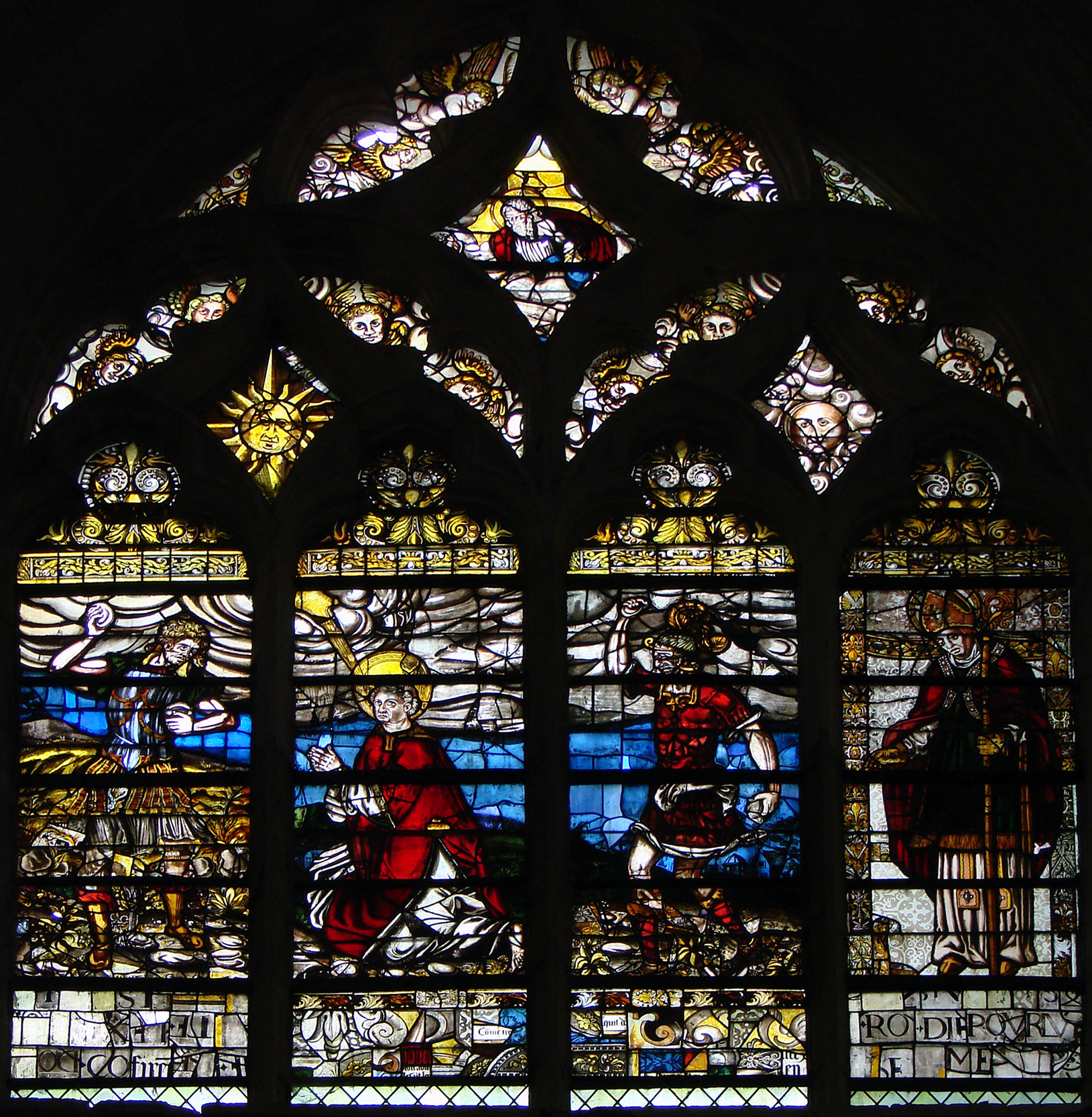
renesanční vitráž
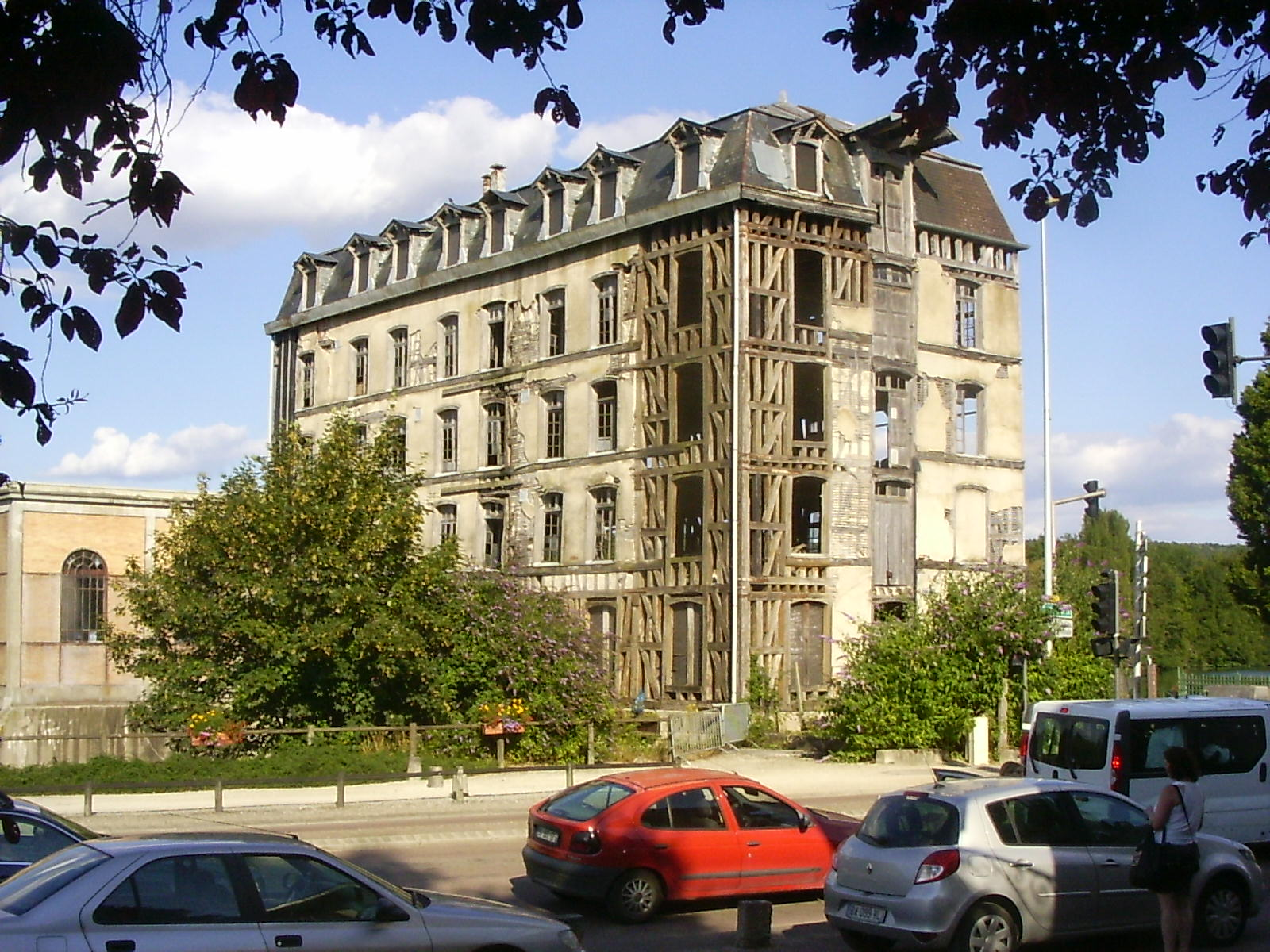
Mlýn na řece
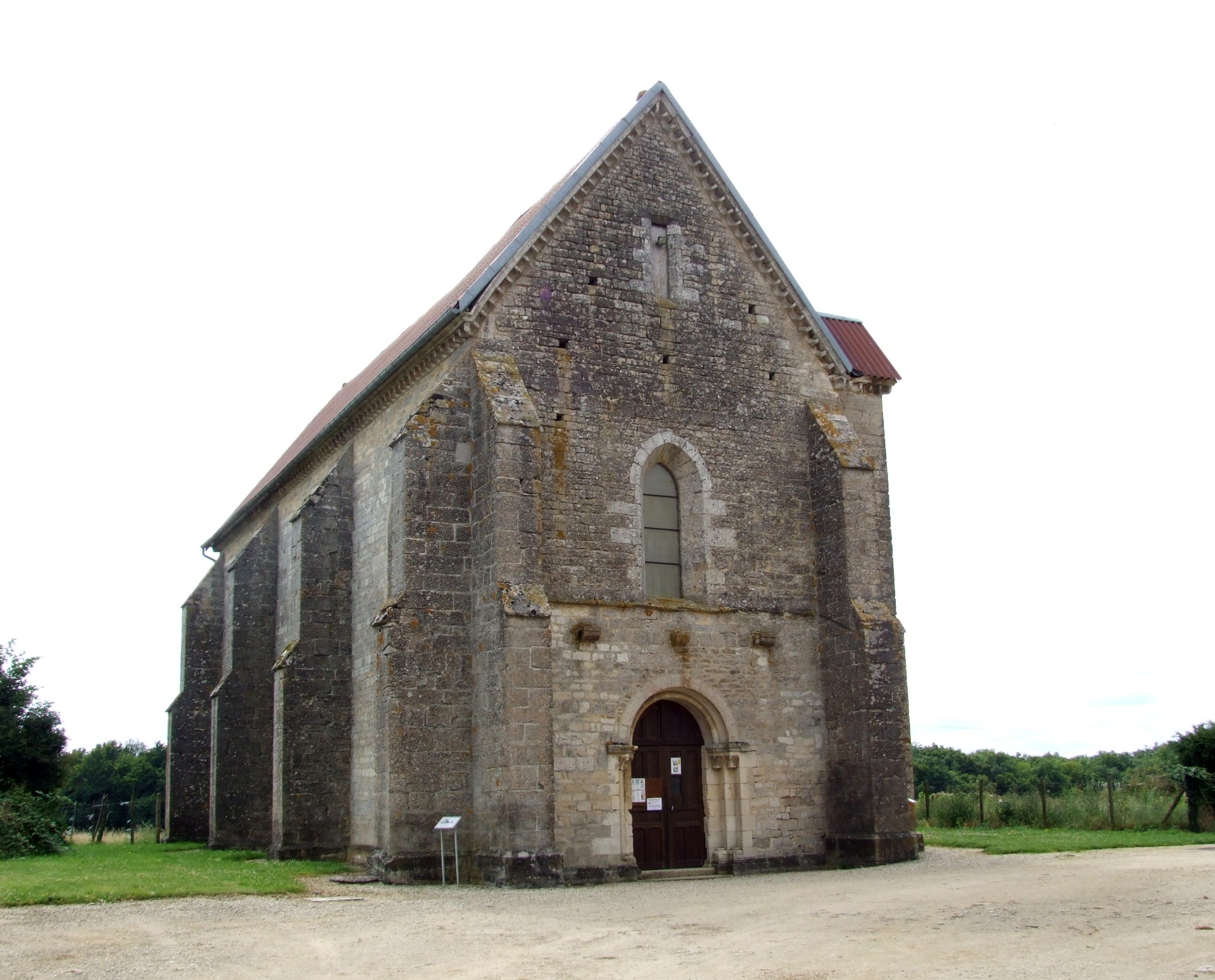
Avalleur, templářská kaple
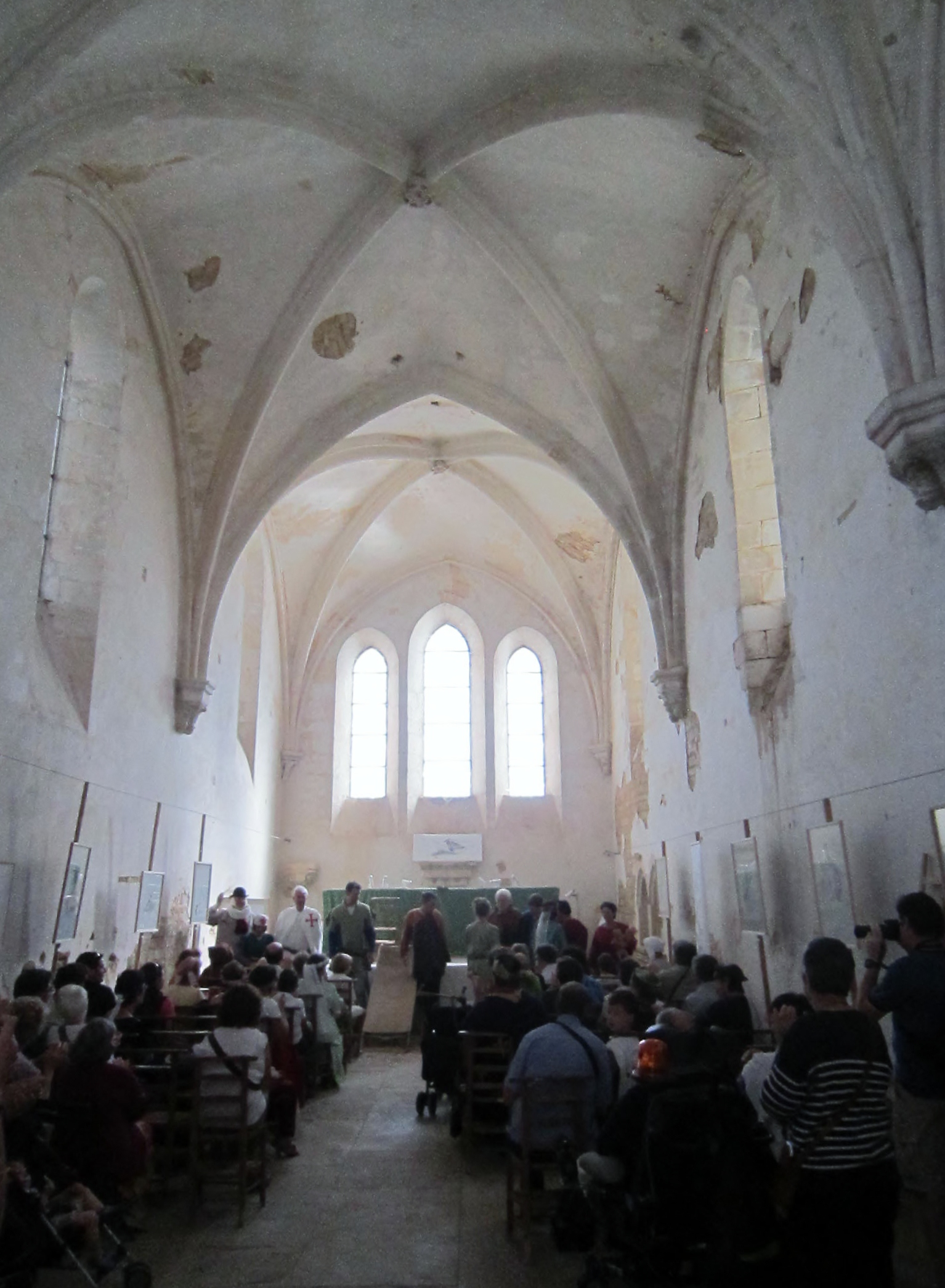
Avalleur, vnitřek kaple

## Vývoj počtu obyvatel
Počet obyvatel

## Rodáci
- Jana I. Navarrská (1272–1305), hraběnka ze Champagne a Brie a francouzská a navarrská královna